# Jumanji - The Adventure
Jumanji - The Adventure è un'attrazione dark ride a tema Jumanji situata nel parco divertimenti italiano Gardaland. Inaugurata il 9 aprile 2022 sul sito dell'ex attrazione Ramses: Il risveglio, è primato a livello mondiale.

## Descrizione
Dopo un pre-show della durata di qualche minuto in cui viene spiegata la storia di Jumanji, gli ospiti salgono su una vettura multi-motion in grado di ruotare su se stessa e inclinarsi su diversi angoli che passerà attraverso le 12 scene della dark ride per una durata totale di circa 3 minuti.
Tra le scene presenti sono stati inseriti animatronici raffiguranti diversi personaggi della storia originale come il gigante di pietra, costruito dall'azienda turca Futura Form.